# الیزابت بورگین
الیزابت بورگین با خوانش صحیح فرانسوی الیزابت بورژین (فرانسوی: Élizabeth Bourgine‎؛ زادهٔ ۲۰ مارس ۱۹۵۷) بازیگر اهل فرانسه است.
از فیلم‌ها یا برنامه‌های تلویزیونی که وی در آنها نقش داشته‌است می‌توان به مرگ در بهشت، قلبی در زمستان و بهترین دوست من اشاره کرد.